# 小傑納西 (紐約州)
小傑納西（英語：Little Genesee）是位於美國紐約州亞利加尼縣的非建制地區。

## 歷史
小傑納西的郵局自1828年營運至今。

## 地理
小傑納西所處的海拔為高於海平面473米（即1552英呎），而該地所採用的時區為UTC-5，即北美东部时区（EST）。同時該地設有夏令時間，為UTC-5調快一小時，即UTC-4（EDT）。